# Anna Szczerbata
Anna Szczerbata z domu Kiljan (ur. 22 maja 1990) – polska lekkoatletka specjalizująca się w skoku w dal oraz trójskoku, zawodniczka klubu OKS Skra Warszawa.

## Kariera
W 2017 roku zdobyła dwa brązowe medale halowych mistrzostw Polski (skok w dal i trójskok) oraz brązowy medal mistrzostw Polski na otwartym stadionie w skoku w dal
Rekordy życiowe:
- skok w dal (stadion) – 6,30 m (Łódź, 4 stycznia 2016)
- skok w dal (hala) – 6,17 m (Toruń, 5 marca 2016)
- trójskok (stadion) – 12,56 m (Kolín, 1 lipca 2017)
- trójskok (hala) – 12,73 m (Toruń, 5 marca 2016)
- bieg na 60 metrów (hala) – 7,94 s (Spała, 14 lutego 2016)
- bieg na 100 metrów (stadion) – 12,73 s (Warszawa, 27 maja 2017)

## Działalność pozasportowa
Ukończyła filologię polską i nauczanie języka angielskiego na Uniwersytecie Warszawskim. Zawodowo zajmuje się między innymi public relations. Autorka artykułów w ramach Klubu Jagiellońskiego oraz Nowej Konfederacji. Działaczka Fundacji Pro – prawo do życia.